# Tomáš Mrkva
Tomáš Mrkva (Havířov, 20 de enero de 1989) es un jugador de balonmano checo que juega de portero en el THW Kiel alemán. Es internacional con la selección de balonmano de la República Checa.

## Palmarés

### Baník Karviná
- Liga de balonmano de la República Checa (4): 2007, 2008, 2009, 2010

### THW Kiel
- Liga de Alemania de balonmano (1): 2023
- Supercopa de Alemania de balonmano (2): 2022, 2023

## Clubes
- Baník Karviná (2006-2010)
- ASV Hamm-Westfalen (2010-2012)
- Frisch Auf Göppingen  (2012-2013)
- ASV Hamm-Westfalen (2013-2016)
- HBW Balingen-Weilstetten (2016-2019)
- Bergischer HC (2019-2022)
- THW Kiel (2022- )